# Ростов-Товарный
Ростов-Товарный  — железнодорожная станция Ростовского региона Северо-Кавказской железной дороги, находящаяся в черте города Ростова-на-Дону и имеющая статус грузовой.
Остановка электропоездов.